# Nordnorsk Kunstmuseum
Nordnorsk Kunstmuseum er et kunstmuseum i Tromsø, der blev etableret 1. november 1985 som en stiftelse med mål om at "skabe interesse for, øge kendskab til og kundskab om billedkunst og kunsthåndværk" i Nord-Norge.
Blandt de mest centrale kunstnere i museets samling er François-Auguste Biard, Peder Balke, Knud Baade, Adelsteen Normann, Gerhard Munthe, Betzy Akersloot-Berg, Christian Krohg, Frida Hansen, Thorolf Holmboe, Sara Fabricius, Axel Revold, Thorvald Hellesen, Per Krohg, Einar Berger, Rolf Nesch, John Savio, Anna-Eva Bergman, Grete Prytz Kittelsen, Inger Sitter, Håkon Bleken, Iver Jåks, Joan Jonas, David Hockney, Jan Groth, Aage Gaup, Rose-Marie Huuva, Bjarne Holst, Inger Johanne Grytting, Britta Marakatt-Labba, Anne Katrine Dolven, Aslaug Juliussen, Inger Blix Kvammen, Olav Christopher Jenssen, Alf Salo, Knut Fjørtoft, Ole Jørgen Ness, Børre Sæthre, Vidar Koksvik, Marit Følstad, Sverre Malling, Thomas Falstad, Bjørn Båsen, Ingeborg Annie Lindahl og Rina Charlott Lindgren.

## Galleri
- Peder Balkes Fra Nordkapp (1860-tallet)
- Peder Balkes Strandparti (1860-tallet)
- Peder Balkes Landskap fra Finnmark med same og reinsdyr (1850)
- François-Auguste Biards Læstadius preker for samene (1840)
- François-Auguste Biards Sameleir (1840)
- Knud Baades Storm ved den norske kyst (1846)
- Betzy Akersloot-Bergs Kystparti i Nord-Norge
- Thorolf Holmboes Vase med motiv av fisk og maneter (1900)
- John Savios Øen Lillemolla i bakgrunden; Svolvær
- John Savio Selvportrett
- Frida Hansens Blå roser (1898)
- Thorvald Hellesens Komposisjon (1926)
- Christian Krohgs Trise i arbeid (Trissa) (1901)
- Gerhard Munthes Beilerne (Nordlysdøtrene) (1892)
- Adelsteen Normanns Kystlandskap og fjell